# فدرالية الخضر
فدرالية الخضر والتي يشار إليها عادة بالخضر، هي حزب سياسي أخضر في إيطاليا. وقد تكوّن عام 1990 بدمج حزبين هما: فدرالية القوائم الخضراء وخضر قوس قزح. 
في الوقت الحالي، شغل ماتيو باديالي وإيلينا جراندي منصبي المتحدثين الرسميين باسم الحزبين، بينما أنجيلو بونيلي، وهو رئيس سابق، ومتحدث رسمي، وعضو في مجلس النواب الإيطالي فهو المنسق الوطني للحزب.
إن فدرالية الخضر جزء من الحزب الأخضر الأوروبي والخضر العالمي.

## التاريخ

### الخلفية والتأسيس
تكوّن حزب فدرالية القوائم الخضراء عام 1984 على يد مناصرين للبيئة وناشطين ضد الطاقة النووية من بينهم جرياني ماتيولي، وجيانوفرانكو أميندولا، وماسيمو سكاليا، وألكسندر لانغر.
ظهر الحزب لأول مرة في الانتخابات العامة لعام 1987، وحصل على 2.6% من الأصوات، وحصل على 13 مقعدًا في مجلس النواب وعضوين في مجلس الشيوخ. في وقت لاحق من ذلك العام، نظم حزب الخضر بنجاح حملة من أجل ثلاثة استفتاءات تهدف إلى إيقاف الطاقة النووية في إيطاليا والتي كان قد اقترحها الحزب الراديكالي اليساري الليبرالي ودعمها في النهاية الأحزاب الثلاثة الرئيسية في البلاد (الديموقراطي المسيحي، والشيوعي، والاشتراكي).
في انتخابات البرلمان الأوروبي عام 1989، كان هناك حزبين أخضرين يتنافسان: هما حزب فدرالية القوائم الخضراء وحزب خضر قوس قزح، كوّنهما بصورة أساسية راديكاليين من ضمنهم اديلايد أجليتا، وفرانكو كورليون، واديل فاكسيو، وماركو تارادش، وفرانشيسكو روتيلي، بالإضافة إلى المنشقين عن الحزب الديمقراطي البروليتاري من بينهم ماريو كابانا، وغيدو بوليس، وجيانو تامينو، وإدو رونكي. حصل القائمتان على 6.2% من الأصوات مجتمعة، منها 3.8% لحزب فدرالية القوائم الخضراء، و2.4% لحزب خضر قوس قزح و5 أعضاء في البرلمان الأوروبي.
عام 1990، اندمج الحزبين لتكوين فدرالية الخضر، والتي ورثت من حزب فدرالية القوائم الخضراء شعار الشمس المبتسمة للحركة المناهضة للطاقة النووية في شمال أوروبا، والذي صممته الناشطة الدنماركية آني لود عام 1975. في الانتخاب العالم لعام 1992، حصل الحزب الجديد على 2.8% من الأصوات أي 16 مقعدًا في مجلس النواب و4 أعضاء في مجلس الشيوخ. كان الحزب لفترة وجيزة عضوًا في حكومة شيامبي المتشكّلة في 28 أبريل 1993، استقال وزيره الوحيد بعد يوم واحد من مراسم أداء اليمين الدستورية لمجلس الوزراء.